# 177
177 (CLXXVII) var ett normalår som började en tisdag i den julianska kalendern.

## Händelser

### Okänt datum
- Systematisk förföljelse av kristna påbörjas i Rom under Marcus Aurelius. Många kristna utövar dock sin religion i hemlighet.
- Marcus Aurelius son Commodus blir imperator och sedan Augustus vilket gör honom likställd med fadern.
- Kyrkor i södra Gallien förstörs efter att en folkmassa har anklagat de kristna i området för att utöva kannibalism och incest.
- 47 kristna människor i Lyon, bland dem Sankt Blandina och Pothinus (biskop av Lyon), lider martyrdöden.
- Marcus Aurelius och Commodus andra krig mot quaderna och markomannerna utbryter.
- Kinesiska trupper lider ett förkrossande nederlag mot en allians av centralasiatiska stammar, ledda av Xianbeierna (se vidare Wu Hu).

## Avlidna
- S:t Polykarpos, S:t Blandina och andra martyrer i Lyon